# Cerro Villa Pucarani

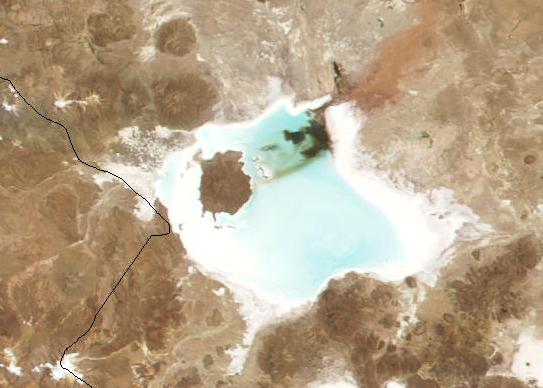
Vista satelital del salar de Coipasa donde puede observarse el Villa Pucarani como una isla dentro del salar

Villa Pucarani es un volcán de Bolivia, ubicado en el centro oeste del salar de Coipasa y suroeste del lago Coipasa, en las coordenadas (19°19′29″S 68°18′50″O / -19.32472, -68.31389). Este cono volcánico forma una isla dentro del salar y se eleva a una altitud de 4.910 m s. n. m. y 1.253 metros sobre el salar. Administrativamente se encuentra en el municipio de Coipasa de la provincia de Sabaya en el departamento de Oruro.
El pueblo de Coipasa se encuentra en su lado noreste. A partir del estado de erosión de la montaña, se ha inferido una antigüedad de 3,7 millones de años. La montaña presenta además evidencias de glaciación durante el Pleistoceno.

## Toponimia
Wila Pukarani es un topónimo de origen aymara. El nombre proviene de las palabras wila, que significa "rojo" o "sangre", y pukara, que se traduce como "pucará" o "montaña de protección", junto con el sufijo -ni, que indica posesión. Por lo tanto, Wila Pukarani significa "el que tiene una pukara roja". Sus formas castellanizadas incluyen Vila Pucarani y Villa Pucarani.